# Piskořov
Piskořov (německy Peischdorf) je malá vesnice, část města Město Albrechtice v okrese Bruntál. Nachází se asi 4 km na východ od Města Albrechtic.
Piskořov je také název katastrálního území o rozloze 2,49 km2. Ve vsi je vesnická památková zóna.,

## Vývoj počtu obyvatel
Počet obyvatel Piskořova podle sčítání nebo jiných úředních záznamů:
| Rok            | 1869 | 1880 | 1890 | 1900 | 1910 | 1921 | 1930 | 1950 | 1961 | 1970 | 1980 | 1991 | 2001 |
| -------------- | ---- | ---- | ---- | ---- | ---- | ---- | ---- | ---- | ---- | ---- | ---- | ---- | ---- |
| Počet obyvatel | 129  | 123  | 121  | 114  | 113  | 100  | 99   | 20   | 130  | 49   | 0    | 0    | 0    |

1. ↑  z toho: 0 Čechoslováků, 98 Němců; všichni římští katolíci

V Piskořově je evidováno 36 adres : 28 čísel popisných (trvalé objekty) a 8 čísel evidenčních (dočasné či rekreační objekty). Při sčítání lidu roku 2001 zde bylo napočteno 27 domů, z nichž žádný nebyl trvale obydlen.

## Historie
Obec je poprvé uváděna roku 1267 v závěti biskupa Bruna ze Schaumburgu. Poté vlastní ves v roce 1389 Jindřich z Fulštejna, avšak v roce 1474 je obec již uváděna jako pustá. Znovu byl Piskořov osídlen někdy před rokem 1554.V roce 1555 zastavil obec Ekryk z Fulštejna Albrechtu Supovi z Fulštejna.
Před domem č.p. 7 je umístěn od 1919 pamětní kříž, který zde umístili rodiče Josefa Kleibera. Jejich syn padl za první světové války v roce 1915 v Rusku ve věku 20 let.
V roce 2005 byla obec prohlášena za památkovou zónu vyhláškou ministerstva kultury č. 413/2004 Sb. ze dne 24. června 2004.

## Galerie

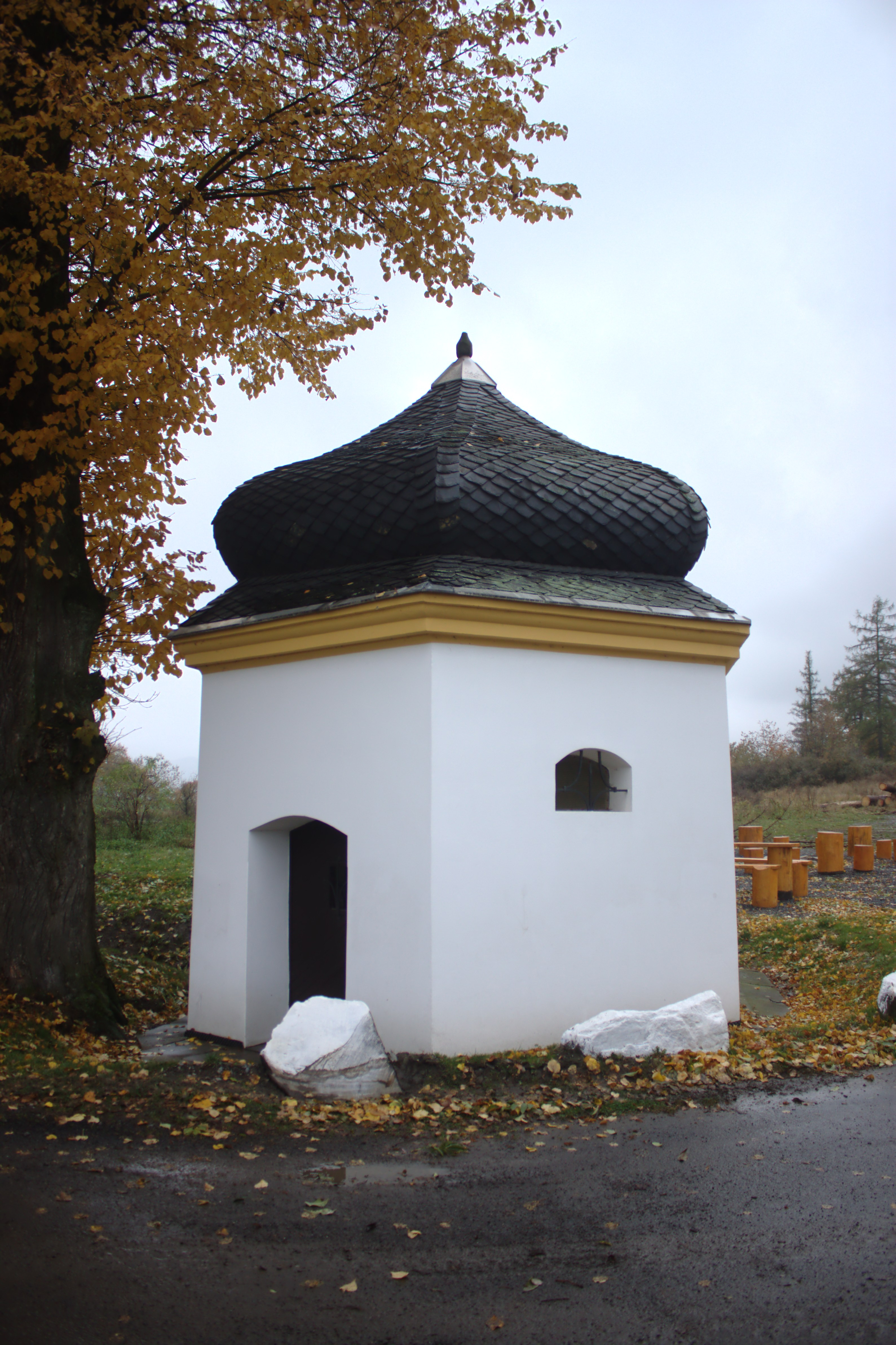
Kaple u Piskořova
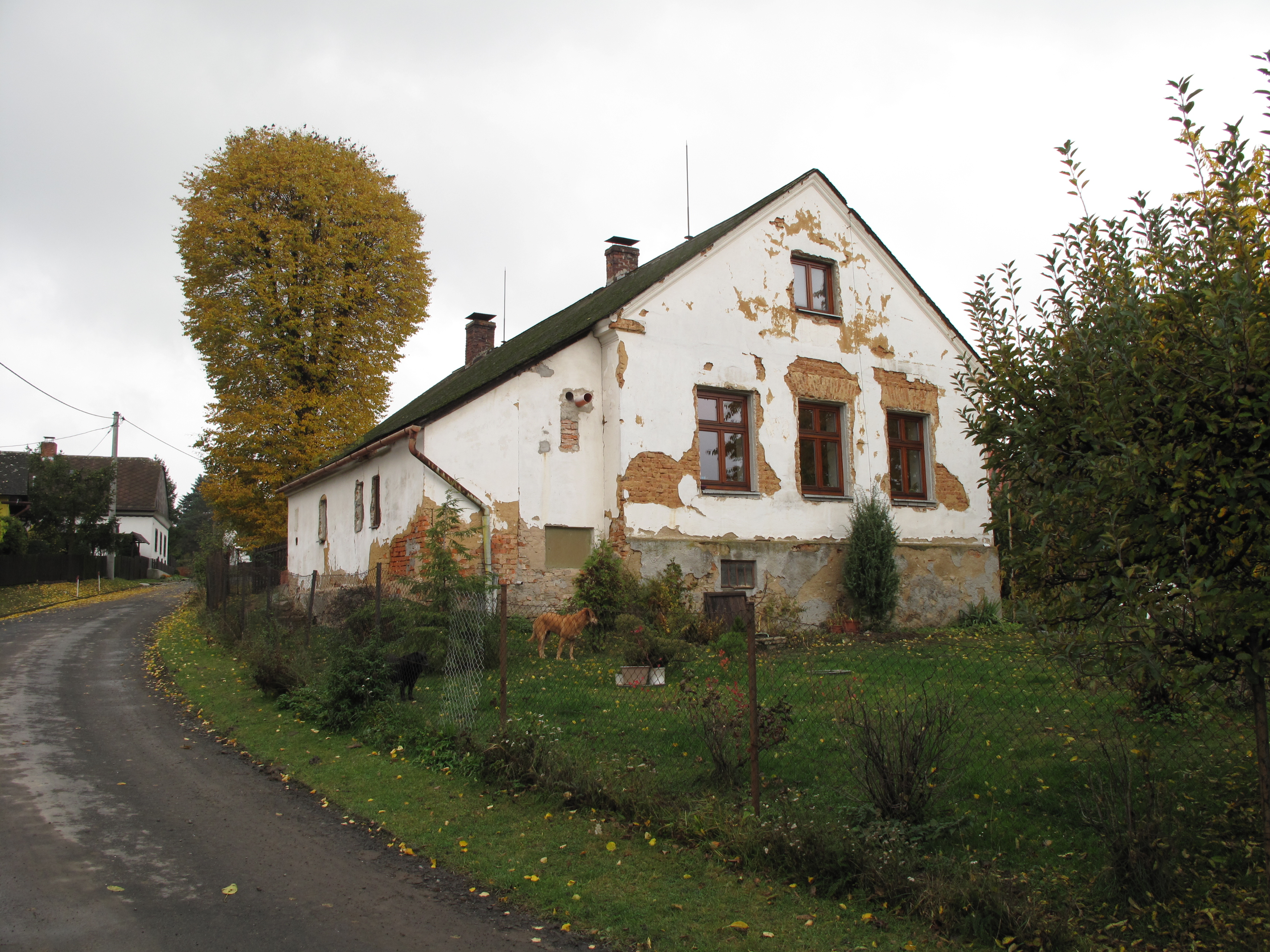
Dům
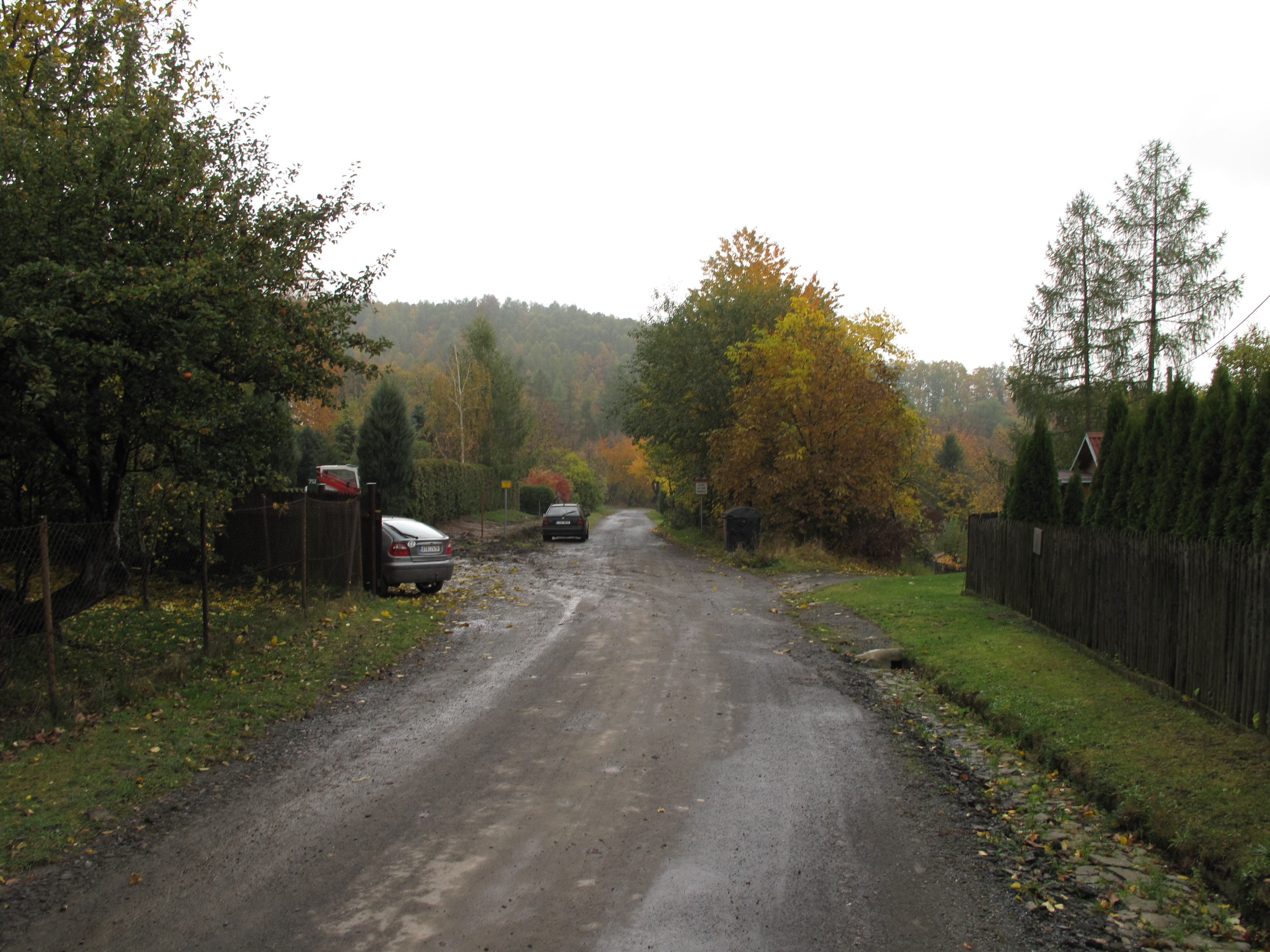
Cesta
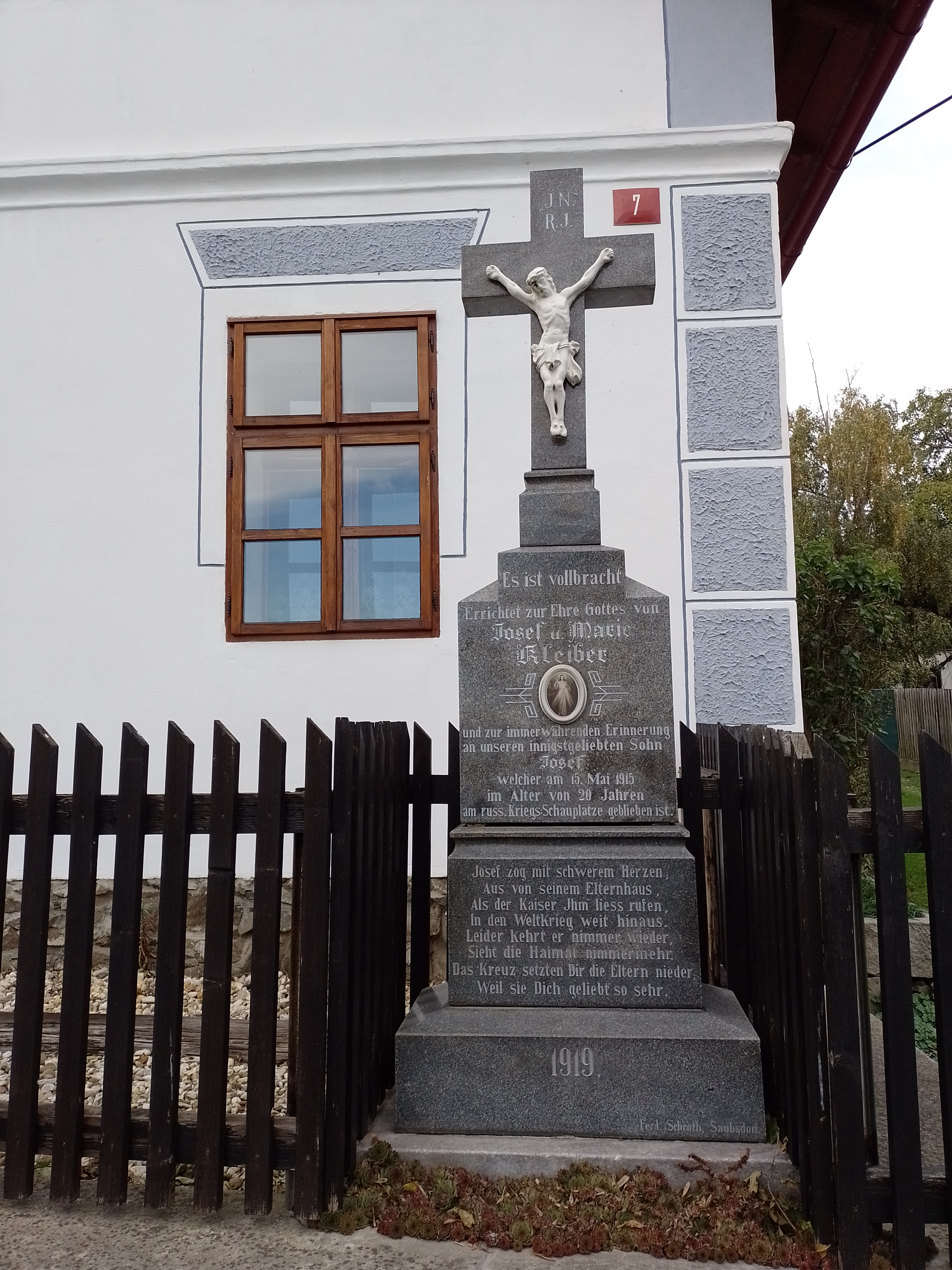
pamětní kříž